# Strongylognathus afer
Strongylognathus afer là một loài côn trùng thuộc họ Formicidae. Đây là loài đặc hữu của Algérie.